# Bitva u Štoků
Bitva u Štoků byla svedena mezi rakouskými a bavorskými jednotkami v rámci války s protifrancouzskou třetí koalici. Skončila vítězstvím rakouských vojsk arcivévody Ferdinanda, o výsledku války se ale rozhodlo úplně jinde – u Slavkova.

## Postup bavorských jednotek
Jednotky bavorského kurfiřta vstoupily na území Moravy 18. listopadu ve Znojmě. Vrchním velitelem takzvaného Pomocného sboru byl generál Carl Philipp von Wrede, který stál v čele 3. brigády generála Marsigliho a 5. brigády generála Minucciho, celkem 5950 pěšáků a 570 kavaleristů.
Dne 18. listopadu 1805 obsadili bavorští švališéři Jihlavu, 26. listopadu stanuli von Wredeho jednotky u Německého Brodu a poté, co byly k Brnu staženy jednotky maršála Bernadotta, měli Bavoři chránit silnici z Jihlavy do Znojma.
Proti Bavorům stanul sbor arcivévody Ferdinanda tvořeny jednotkami, které dokázaly uniknout z Ulmu a také šestými záložními prapory pěších pluků. Zhruba desetitisícový sbor se zformoval u Plzně a 1. prosince obsadil Německý Brod.
K prvnímu střetu došlo v noci z 1. na 2. prosince u Zvonějova. Na ležení předvoje 3. brigády zaútočily čtyři prapory 21. pluku. Bavorům se protiztečí podařilo Rakušany odrazit, přesto zde padlo zhruba 50 mužů a další stovka byla zajata.

## Bitva u Štoků
Von Wrede se 3. prosince posunul k městečku Štoky a po sérii bitek odsud vytlačil Rakušany. Následujícího dne nastal relativní klid, obě strany se připravovaly na rozhodující střetnutí. Rakušané se zformovali tak, že střed jejich linie stál u samoty Skřivánek severně od Štoků, pravé křídlo stálo u obce Okrouhlička a levé u Smilova. Kolem druhé odpoledne, 5. prosince, zahájilo levé rakouské křídlo postup na Štoky a městečko dobylo. Bavoři ustoupili ke Zvonějovu, ale zde byli napadeni pravým křídlem. Ustoupili znovu až k loveckému zámečku u Pávova, kde se pokusili zachytit v ohrazené oboře. Ani to se jim ale nepodařilo a byli vyhnáni i odsud. Teprve protiútok bavorského jezdectva umožnil těžce zkoušeným Bavorům ustoupit k Moravským Budějovicím.
V bitvě ztratili Bavoři na 800 mužů, z nichž 600 padlo do zajetí. Rakušané přiznali 27 padlých, 142 raněných a 36 nezvěstných. Arcivévoda Ferdinand obsadil Jihlavu, ale po uzavření příměří mezi Napoleonem a císařem Františkem I. se odsud stáhl. Tím skončila tato malá epizoda napoleonských válek.